# Браян Слейґел
Браян Слейґел (англ. Brian Slagel; 14 лютого 1964; Лос-Анджелес, Каліфорнія, США) — американський музичний керівник. Він є засновником і генеральним директором незалежного лейблу звукозапису Metal Blade Records. Слейґел відомий тим, що у 1982 році започаткував серію збірок Metal Massacre, перша з яких включала перший комерційний запис Metallica. Відтоді Metal Blade випустив основоположні альбоми Slayer, Mercyful Fate, Cannibal Corpse, Fates Warning, Amon Amarth та The Black Dahlia Murder, серед інших.

## Життєпис
Слейґел виріс у Вудленд-Гіллз, одному із округів Лос-Анджелесу, Каліфорнія, і, маючи ранню любов до важкої музики, почав працювати в магазині рок-платівок Oz Records ще підлітком. З новою хвилею британського геві-металу, що охопила андеґраундну метал-сцену, такі гурти, як Iron Maiden, Def Leppard та Diamond Head, були практично невідомі в США, окрім андеґраундної торгівлі касетами. Слейґел почав імпортувати платівки НХБГМ і, помітивши інтерес публіки до європейського металу, організував один з перших фензинів про метал, The New Heavy Metal Revue. Коли фензин почав набирати обертів, Слейґел почав працювати колумністом для Kerrang!, Sounds Magazine та інших музичних видань.
У 1982 році Слейґел організував випуск збірного альбому, за участю всіх місцевих метал-гуртів Лос-Анджелеса, під назвою The New Heavy Metal Revue Presents Metal Massacre. Альбом містив перші записи Ratt, Steeler, Black 'n Blue, Malice, Avatar, Cirith Ungol, Bitch та Metallica. Альбом швидко розійшовся тиражем у 5000 примірників, що призвело до укладення дистриб'юторської угоди з Enigma Records у 1983 році. Слейґел заснував Metal Blade Records у 1982 році та випустив альбоми Warlord, Bitch, Armored Saint та Show No Mercy гурту Slayer, які розійшлися тиражем 40 000 примірників по всьому світу.
Metal Blade швидко розширювався, підписуючи контракти з такими гуртами, як Trouble, Flotsam and Jetsam, GWAR, Sacred Reich та Corrosion of Conformity, і хоча склад лейблу розширювався, Слейґел керував компанією самостійно до 1988 року.
Зі зростанням популярності геві-металу наприкінці 1980-х років багато артистів Metal Blade почали переходити на мейджор-лейбли. Після закінчення терміну дії їхньої дистриб'юторської угоди з Enigma Records, Metal Blade уклали партнерство з Warner Bros. Records, який мав розповсюджувати та просувати деякі релізи незалежного лейблу, але Warner невдовзі був куплений Time, Inc та включений до складу WEA. Водночас, пісня Body Count "Cop Killer", також випущена на WEA, викликала суперечки, і після негативної реакції громадськості гурт був виключений з WEA. Після проблем Body Count, WEA запровадила нову політику щодо суперечливих текстів пісень і спробувала цензурувати пісню GWAR America Must Be Destroyed. Не бажаючи ставити під загрозу художню цілісність будь-яких виконавців Metal Blade, WEA та Слейґел розійшлися в 1992 році, причому Metal Blade передали WEA  Goo Goo Dolls та отримали дистриб'юторську угоду з RED Distribution.

## Зовнішні посилання
- Офіційний сайт Metal Blade Records
- Інтерв'ю, HitQuarters вересень 2002